# Дейнекин (Ставропольский край)
Дейне́кин — хутор в составе Благодарненского городского округа Ставропольского края России.

## География
На востоке хутор Красный Ключ.
На юго-востоке хутор Алтухов.
На западе урочище Копани.
Расстояние до краевого центра: 99 км.
Расстояние до районного центра: 20 км.

## История
На 1 марта 1966 года хутор Дейнекин входил в состав Красноключевского сельсовета с центром в хуторе Алтухов:9.
До 1 мая 2017 года входил в состав территории сельского поселения Красноключевский сельсовет Благодарненского района Ставропольского края.

## Население
| 1989 | 2002 | 2010 | 2014 | 2021 | 2023 |
| ---- | ---- | ---- | ---- | ---- | ---- |
| 92   | ↗113 | ↘108 | ↘100 | ↗105 | →105 |

По данным переписи 2002 года в национальной структуре населения русские составляли 62 %.
По данным переписи 2020 года в национальной структуре населения даргинцы составляли 53,19 %, русские 32,98 %